# Gabriel Jesus
Gabriel Fernando de Jesus (sinh ngày 3 tháng 4 năm 1997) là một cầu thủ bóng đá chuyên nghiệp người Brasil hiện đang thi đấu ở vị trí tiền đạo cho câu lạc bộ Arsenal F.C. tại Premier League và Đội tuyển bóng đá quốc gia Brasil.

## Thiếu thời
Gabriel Jesus sinh ra tại São Paulo, Brasil, vào ngày 3 tháng 4 năm 1997. Anh lớn lên ở khu phố Jardim Peri trong điều kiện nghèo đói với hai anh em khác vì mẹ của họ, Vera, là mẹ đơn thân. Sau khi chơi bóng đá đường phố, anh đã gia nhập các câu lạc bộ nghiệp dư trong khu vực, câu lạc bộ cuối cùng của anh là Associação Atlética Anhanguera.

## Sự nghiệp câu lạc bộ

### Manchester City
Vào ngày 3 tháng 8 năm 2016, Jesus đã ký hợp đồng với câu lạc bộ Premier League Manchester City vào tháng 1 năm 2017 với thời hạn đến mùa hè năm 2021. City đã trả 33 triệu euro cộng với các khoản phụ phí cho vụ chuyển nhượng đó. Việc chuyển nhượng của anh đã hoàn tất vào ngày 19 tháng 1 năm 2017.

### Arsenal
Jesus ghi bàn thắng đầu tiên của mình trong mùa giải 2024–25 vào ngày 30 tháng 10 năm 2024 khi mở tỷ số trong chiến thắng 3–0 của Arsenal trước Preston ở vòng 4 Cúp Carabao. Vào ngày 18 tháng 12 năm 2024, Jesus ghi hat-trick đầu tiên cho Arsenal khi ghi cả 3 bàn trong chiến thắng 3–2 trước Crystal Palace ở vòng tứ kết Cúp Carabao.

## Phong cách chơi
Jesus có khả năng chơi như một tiền đạo đa năng ở một số vị trí tấn công. Anh đã được sử dụng với tư cách là tiền đạo trung tâm, tiền đạo cắm, số 9 ảo, tiền đạo cánh, cầu thủ chạy cánh hoặc một tiền vệ tấn công. Jesus nổi tiếng với các kỹ năng kỹ thuật, khả năng rê bóng, sự sáng tạo, di chuyển và đạo đức nghề nghiệp. Cựu tiền đạo người Brasil Ronaldo đã ca ngợi Jesus và chúc mừng anh ấy thành công trong tương lai với đội tuyển quốc gia Brasil. Anh cũng được Pep Guardiola của Manchester City ca ngợi là một trong những cầu thủ xuất sắc nhất trong nhiệm kì huấn luyện của ông tại Man City khi anh ấy được gọi là 'tiền đạo/hậu vệ xuất sắc nhất'.
Vào tháng 10 năm 2019, Jesus cho biết anh sẵn sàng chuyển sang vị trí tiền đạo cánh tại Manchester City với hy vọng có thêm thời gian chơi, mặc dù anh đã thừa nhận rằng sự cạnh tranh gay gắt trong đội dành cho vị trí đó còn tồn tại sâu sắc.
Kể từ khi gia nhập Arsenal vào năm 2022, Jesus đã được xếp ở vị trí tiền đạo trong sơ đồ đội hình 4-3-3.

## Đời tư
Gabriel Jesus đến Anh cùng mẹ và anh trai và hai người bạn. Anh xuất thân từ một gia đình sùng đạo và được cho là đã chọn mặc áo số 33 để tưởng nhớ đến tuổi mà Chúa Giê-su được cho là đã bị đóng đinh.
Jesus được biết đến thông qua màn ăn mừng bàn thắng đặc trưng của mình, Alô mãe ("Xin chào, mẹ" trong tiếng Bồ Đào Nha Brasil). Màn ăn mừng đó bao gồm cử chỉ gọi điện thoại và nó đã xuất hiện trong loạt trò chơi điện tử FIFA.
Vào ngày 25 tháng 9 năm 2021, Jesus và bạn đời Raiane Lima tuyên bố rằng họ mong đợi đứa con đầu lòng. Con gái của họ chào đời vào tháng 5 năm 2022.

## Thống kê sự nghiệp

### Câu lạc bộ
Tính đến 21 tháng 12 năm 2024
| Câu lạc bộ          | Mùa giải            | Giải vô địch        | Giải vô địch | Giải vô địch | Giải vô địch liên bang | Giải vô địch liên bang | Cúp quốc gia | Cúp quốc gia | Cúp Liên đoàn | Cúp Liên đoàn | Châu lục | Châu lục | Khác | Khác | Tổng cộng | Tổng cộng |
| Câu lạc bộ          | Mùa giải            | Hạng đấu            | Trận         | Bàn          | Trận                   | Bàn                    | Trận         | Bàn          | Trận          | Bàn           | Trận     | Bàn      | Trận | Bàn  | Trận      | Bàn       |
| ------------------- | ------------------- | ------------------- | ------------ | ------------ | ---------------------- | ---------------------- | ------------ | ------------ | ------------- | ------------- | -------- | -------- | ---- | ---- | --------- | --------- |
| Palmeiras           | 2015                | Série A             | 20           | 4            | 8                      | 0                      | 9            | 3            | —             | —             | —        | —        | —    | —    | 37        | 7         |
| Palmeiras           | 2016                | Série A             | 27           | 12           | 12                     | 5                      | 2            | 0            | —             | —             | 5        | 4        | —    | —    | 46        | 21        |
| Palmeiras           | Tổng cộng           | Tổng cộng           | 47           | 16           | 20                     | 5                      | 11           | 3            | —             | —             | 5        | 4        | —    | —    | 83        | 28        |
| Manchester City     | 2016–17             | Premier League      | 10           | 7            | —                      | —                      | 1            | 0            | —             | —             | 0        | 0        | —    | —    | 11        | 7         |
| Manchester City     | 2017–18             | Premier League      | 29           | 13           | —                      | —                      | 0            | 0            | 4             | 0             | 9        | 4        | —    | —    | 42        | 17        |
| Manchester City     | 2018–19             | Premier League      | 29           | 7            | —                      | —                      | 6            | 5            | 5             | 5             | 6        | 4        | 1    | 0    | 47        | 21        |
| Manchester City     | 2019–20             | Premier League      | 34           | 14           | —                      | —                      | 4            | 2            | 6             | 1             | 8        | 6        | 1    | 0    | 53        | 23        |
| Manchester City     | 2020–21             | Premier League      | 29           | 9            | —                      | —                      | 5            | 2            | 1             | 1             | 7        | 2        | —    | —    | 42        | 14        |
| Manchester City     | 2021–22             | Premier League      | 28           | 8            | —                      | —                      | 4            | 1            | 1             | 0             | 8        | 4        | 0    | 0    | 41        | 13        |
| Manchester City     | Tổng cộng           | Tổng cộng           | 159          | 58           | —                      | —                      | 20           | 10           | 17            | 7             | 38       | 20       | 2    | 0    | 236       | 95        |
| Arsenal             | 2022–23             | Premier League      | 26           | 11           | —                      | —                      | 0            | 0            | 1             | 0             | 6        | 0        | —    | —    | 33        | 11        |
| Arsenal             | 2023–24             | Premier League      | 27           | 4            | —                      | —                      | 0            | 0            | 1             | 0             | 8        | 4        | 0    | 0    | 36        | 8         |
| Arsenal             | 2024–25             | Premier League      | 14           | 2            | —                      | —                      | 0            | 0            | 3             | 4             | 5        | 0        | —    | —    | 22        | 6         |
| Arsenal             | Tổng cộng           | Tổng cộng           | 67           | 17           | —                      | —                      | 0            | 0            | 5             | 4             | 19       | 4        | 0    | 0    | 91        | 25        |
| Tổng cộng sự nghiệp | Tổng cộng sự nghiệp | Tổng cộng sự nghiệp | 273          | 91           | 20                     | 5                      | 31           | 15           | 22            | 11            | 62       | 28       | 2    | 0    | 410       | 148       |

1. ↑  Bao gồm Campeonato Paulista
2. ↑  Bao gồm Copa do Brasil và FA Cup
3. ↑  Bao gồm EFL Cup
4. ↑  Ra sân tại Copa Libertadores
5. 1 2 3 4 5 6 7  Ra sân tại UEFA Champions League
6. 1 2  Appearance in FA Community Shield
7. ↑  Ra sân tại UEFA Europa League

### Quốc tế
Tính đến 21 tháng 12 năm 2023
| Đội tuyển quốc gia | Năm       | Trận | Bàn |
| ------------------ | --------- | ---- | --- |
| Brasil             | 2016      | 6    | 5   |
| Brasil             | 2017      | 7    | 3   |
| Brasil             | 2018      | 12   | 3   |
| Brasil             | 2019      | 14   | 7   |
| Brasil             | 2020      | 2    | 0   |
| Brasil             | 2021      | 11   | 0   |
| Brasil             | 2022      | 7    | 1   |
| Brasil             | 2023      | 5    | 0   |
| Tổng cộng          | Tổng cộng | 64   | 19  |

#### Danh sách bàn thắng quốc tế
Tính đến 21 tháng 12 năm 2023
Tỷ số và kết quả liệt kê bàn thắng của Brasil được để trước, cột tỷ số cho biết tỷ số sau mỗi bàn thắng của Jesus.
| #  | Ngày                 | Địa điểm                                               | Trận | Đối thủ      | Bàn thắng | Kết quả | Giải đấu                          |
| -- | -------------------- | ------------------------------------------------------ | ---- | ------------ | --------- | ------- | --------------------------------- |
| 1  | 1 tháng 9 năm 2016   | Sân vận động Olympic Atahualpa, Quito, Ecuador         | 1    | Ecuador      | 2–0       | 3–0     | 2018 FIFA World Cup qualification |
| 2  | 1 tháng 9 năm 2016   | Sân vận động Olympic Atahualpa, Quito, Ecuador         | 1    | Ecuador      | 3–0       | 3–0     | 2018 FIFA World Cup qualification |
| 3  | 6 tháng 10 năm 2016  | Sân vận động Bãi cát, Natal, Brasil                    | 3    | Bolivia      | 4–0       | 5–0     | 2018 FIFA World Cup qualification |
| 4  | 11 tháng 10 năm 2016 | Sân vận động Đô thị Mérida, Mérida, Venezuela          | 4    | Venezuela    | 1–0       | 2–0     | 2018 FIFA World Cup qualification |
| 5  | 15 tháng 11 năm 2016 | Sân vận động Quốc gia, Lima, Perú                      | 6    | Perú         | 1–0       | 2–0     | 2018 FIFA World Cup qualification |
| 6  | 10 tháng 10 năm 2017 | Allianz Parque, São Paulo, Brasil                      | 11   | Chile        | 2–0       | 3–0     | 2018 FIFA World Cup qualification |
| 7  | 10 tháng 10 năm 2017 | Allianz Parque, São Paulo, Brasil                      | 11   | Chile        | 3–0       | 3–0     | 2018 FIFA World Cup qualification |
| 8  | 10 tháng 10 năm 2017 | Sân vận động Pierre-Mauroy, Villeneuve-d'Ascq, Pháp    | 12   | Nhật Bản     | 3–0       | 3–1     | Giao hữu                          |
| 9  | 27 tháng 3 năm 2018  | Olympiastadion, Berlin, Đức                            | 15   | Đức          | 1–0       | 1–0     | Giao hữu                          |
| 10 | 10 tháng 6 năm 2018  | Sân vận động Ernst Happel, Viên, Áo                    | 17   | Áo           | 1–0       | 3–0     | Giao hữu                          |
| 11 | 12 tháng 10 năm 2018 | Sân vận động Đại học Vua Saud, Riyadh, Ả Rập Xê Út     | 23   | Ả Rập Xê Út  | 1–0       | 2–0     | Giao hữu                          |
| 12 | 26 tháng 3 năm 2019  | Sân vận động Sinobo, Praha, Séc                        | 27   | Cộng hòa Séc | 2–1       | 3–1     | Giao hữu                          |
| 13 | 26 tháng 3 năm 2019  | Sân vận động Sinobo, Praha, Séc                        | 27   | Cộng hòa Séc | 3–1       | 3–1     | Giao hữu                          |
| 14 | 5 tháng 6 năm 2019   | Sân vận động Quốc gia Mané Garrincha, Brasília, Brasil | 28   | Qatar        | 2–0       | 2–0     | Giao hữu                          |
| 15 | 9 tháng 6 năm 2019   | Sân vận động Beira-Rio, Porto Alegre, Brasil           | 29   | Honduras     | 1–0       | 7–0     | Giao hữu                          |
| 16 | 9 tháng 6 năm 2019   | Sân vận động Beira-Rio, Porto Alegre, Brasil           | 29   | Honduras     | 4–0       | 7–0     | Giao hữu                          |
| 17 | 2 tháng 7 năm 2019   | Estádio Mineirão, Belo Horizonte, Brasil               | 34   | Argentina    | 1–0       | 2–0     | Copa América 2019                 |
| 18 | 7 tháng 7 năm 2019   | Sân vận động Maracanã, Rio de Janeiro, Brasil          | 35   | Perú         | 2–1       | 3–1     | Copa América 2019                 |
| 19 | 2 tháng 6 năm 2022   | Sân vận động World Cup Seoul, Seoul, Hàn Quốc          | 55   | Hàn Quốc     | 5–1       | 5–1     | Giao hữu                          |

## Danh hiệu

### Câu lạc bộ
Palmeiras
- Campeonato Brasileiro Série A: 2016
- Copa do Brasil: 2015

Manchester City
- Premier League: 2017–18, 2018–19, 2020–21, 2021–22
- FA Cup: 2018–19
- EFL Cup: 2017–18, 2019–20, 2020–21
- FA Community Shield: 2018, 2019

### Đội tuyển quốc gia
U-23 Brasil
- Huy chương vàng Thế vận hội Mùa hè: 2016

Brasil
- Copa América: 2019

### Cá nhân
- Prêmio Craque do Brasileirão: 2015
- Prêmio Craque do Brasileirão: 2016
- Đội hình tiêu biểu của Campeonato Brasileiro Série A: 2016
- Bola de Ouro: 2016
- Bola de Prata: 2016
- Cúp Mesa Redonda: 2016
- Quả bóng bạc Cầu thủ xuất sắc nhất Nam Mỹ: 2016
- Đội hình tiêu biểu nhất Nam Mỹ: 2016